# Miphora arisanella
Miphora arisanella är en insektsart som beskrevs av Matsumura 1940. Miphora arisanella ingår i släktet Miphora och familjen spottstritar. Inga underarter finns listade i Catalogue of Life.